# Massugas
Massugas är en kommun i departementet Gironde i regionen Nouvelle-Aquitaine i sydvästra Frankrike. Kommunen ligger i kantonen Pellegrue som tillhör arrondissementet Langon. År 2022 hade Massugas 217 invånare.

## Befolkningsutveckling
Antalet invånare i kommunen Massugas
Referens:INSEE